# Olympische Sommerspiele 2000/Teilnehmer (Mosambik)
| Gelbes Symbol für Goldmedaillen mit stilisierten Olympischen Ringen | Graues Symbol für Silbermedaillen mit stilisierten Olympischen Ringen | Braundes Symbol für Bronzemedaillen mit stilisierten Olympischen Ringen |
| ------------------------------------------------------------------- | --------------------------------------------------------------------- | ----------------------------------------------------------------------- |
| 1                                                                   | —                                                                     | —                                                                       |

Mosambik nahm an den Olympischen Sommerspielen 2000 in der australischen Metropole Sydney mit fünf Athleten, drei Frauen und zwei Männer, in zwei Sportarten teil.
Seit 1980 war es die sechste Teilnahme des afrikanischen Staates an Olympischen Sommerspielen.

## Flaggenträger
Der Leichtathlet Jorge Duvane trug die Flagge Mosambiks während der Eröffnungsfeier im Stadium Australia.

## Medaillengewinner
Seine Teamkameradin Maria de Lurdes Mutola konnte die erste Goldmedaille in der olympischen Geschichte Mosambiks beim 800-Meter-Lauf der Frauen gewinnen.
Mit dieser einen gewonnenen Goldmedaille belegte das Team Mosambiks Platz 50 im Medaillenspiegel.

### Gold
| Name                   | Sportart       | Wettkampf      |
| ---------------------- | -------------- | -------------- |
| Maria de Lurdes Mutola | Leichtathletik | 800-Meter-Lauf |

## Übersicht der Teilnehmer

### Leichtathletik
Männer
- Jorge Duvane
800 m: 1:52,97 min, nicht für die nächste Runde qualifiziert

Frauen
- Tina Paulino
800 m: Did not finish, somit nicht für die nächste Runde qualifiziert
- Maria de Lurdes Mutola
800 m: 1:59,88 min in der ersten Runde; 1:58,86 min im Halbfinale; 1:56,15 min im Finale,

### Schwimmen
Männer
- Ilidio Matusse
50 Meter Freistil: 26,28 s, nicht für die nächste Runde qualifiziert

Frauen
- Tanya Anacleto
50 Meter Freistil: 28,78 s, nicht für die nächste Runde qualifiziert